# 伊诺哈尔
伊诺哈尔，是西班牙埃斯特雷马杜拉卡塞雷斯省的一个市镇。总面积64平方公里，2001年普查人口總數為421人，人口密度為每平方公里7人。